# أرماند كاتافاجو
أرماند كاتافاجو مواليد 13 يناير 1926 - الوفاة 16 سبتمبر 2010، هو لاعب كرة سلة مصري. مثّل منتخب بلاده. شارك في دورة الألعاب الأولمبية الصيفية سنة 1948 وسنة 1952.

## روابط خارجية
- أرماند كاتافاجو على موقع الاتحاد الدولي لكرة السلة (الإنجليزية)
- أرماند كاتافاجو على موقع الاتحاد الدولي لكرة السلة (الإنجليزية)
- أرماند كاتافاجو على موقع سبورتس رفرنس (الإنجليزية)
- أرماند كاتافاجو على موقع أوليمبيديا (الإنجليزية)